# Dora Staudinger

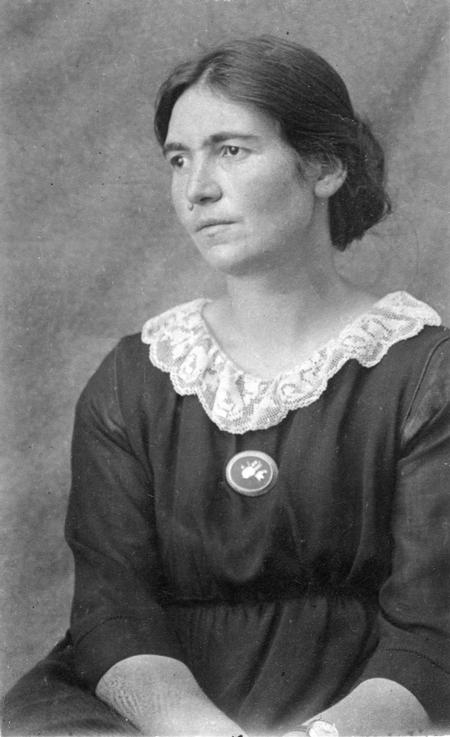
Dora Staudinger in den 1920er Jahren. Anonyme Fotografie (Privatarchiv Markus und Margaretha Lezzi).

Dora Staudinger (* 14. Februar 1886 in Halle (Saale); † 3. Juni 1964 in Wetzikon) war eine religiöse Sozialistin und Kommunistin, Aktivistin der Friedens-, Frauen- und Genossenschaftsbewegung.

## Leben und Werk
Die Tochter des Franz Theodor Förster, Pfarrers und Theologieprofessors, und der Mina geborene Travers wuchs als jüngstes von sechs Geschwistern in Halle in einem religiösen Milieu auf und besuchte bis zu ihrem 14. Lebensjahr die Mädchenvolksschule; danach wurde sie von ihrer Mutter in die Haus- und Ehearbeit eingeführt und auf ihre zukünftigen gesellschaftlich-repräsentativen Aufgaben vorbereitet. 1906 heiratete Dora Förster den Chemiker und späteren Nobelpreisträger Hermann Staudinger, Sohn des Franz Staudinger, Gymnasiallehrers, und der Frauenrechtlerin Auguste geborene Wenk. Beide Schwiegereltern vertraten sozialdemokratische Überzeugungen und sahen in den aufkommenden Konsumgenossenschaften einen Weg zur Lösung der sozialen Frage. Das Paar lebte zuerst in Strassburg, dann in Karlsruhe und ab 1912 in Zürich. Dora Staudinger unterstützte ihren Mann, damals ein junger aufstrebender Wissenschaftler, indem sie seine Vorträge nach Diktat niederschrieb und administrative Arbeiten erledigte. Zwischen 1907 und 1916 gebar sie vier Kinder. Ihre Töchter Eva Lezzi (1907–1993) und Klär (Klara) Kaufmann (1916–2007) engagierten sich später im Kampf gegen den Nationalsozialismus. Die Scheidung von ihrem Mann 1926 bedeutete für Dora Staudinger einen wirtschaftlichen und sozialen Abstieg. 1929 heiratete sie den Kunstmaler Adolf Mohler; diese zweite Ehe wurde 1937 geschieden.

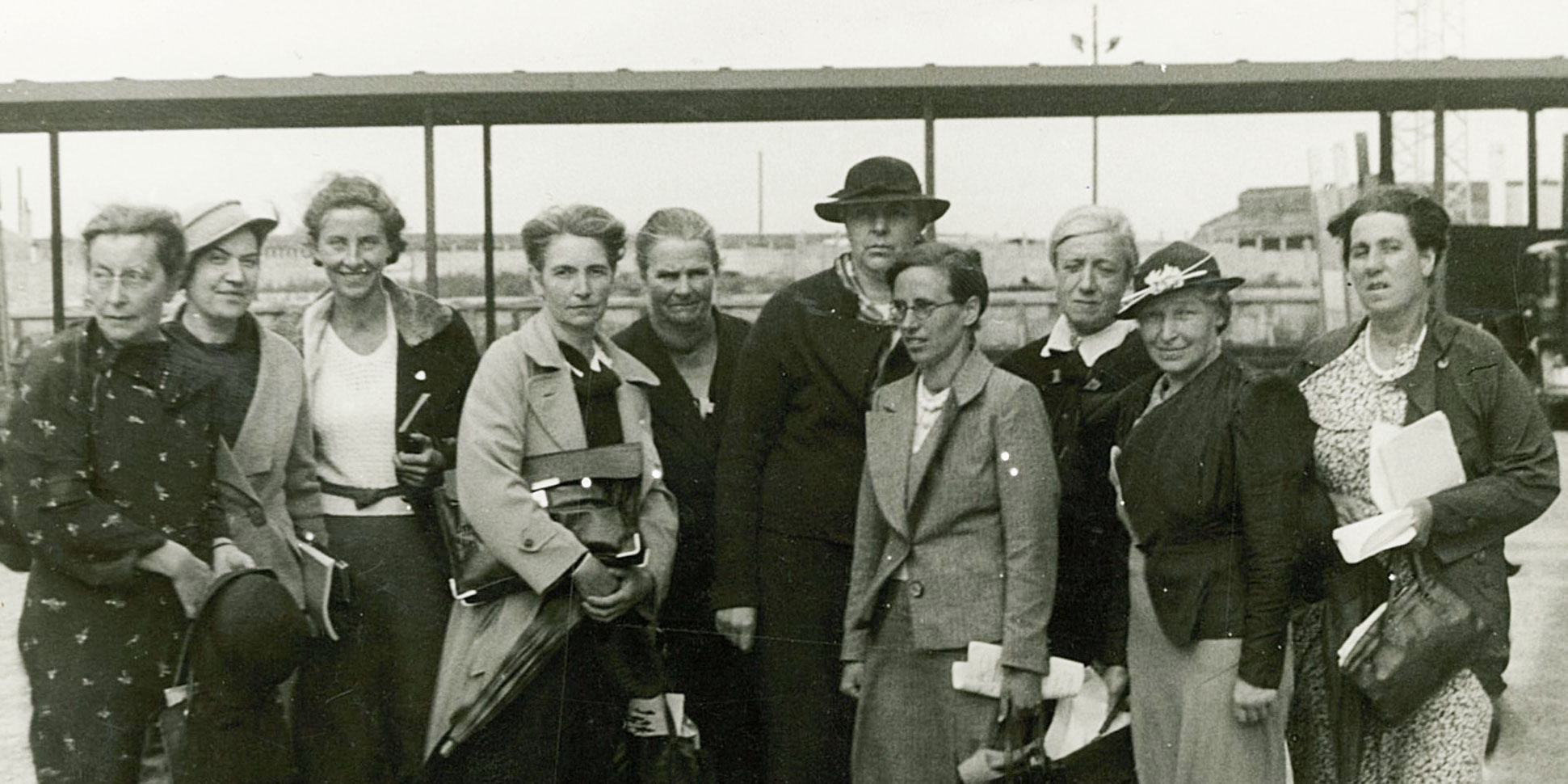
Frauen der Schweizer Delegation auf dem Weg zu einem internationalen Kongress der Frauen gegen Krieg und Faschismus. Neben Dora Staudinger (mit Mappe, vierte von links) ist ganz links Clara Ragaz zu erkennen.

Nach ihrer ersten Heirat wurde Staudinger in der Genossenschafts- und der Frauenbewegung aktiv. Eine von Frauen getragene genossenschaftliche Organisation barg in ihren Augen das Potenzial, die sozialistische Utopie demokratisch und gewaltfrei zu verwirklichen. 1913 gründete sie – angeregt von Frauen aus der englischen Arbeiterbewegung – im Lebensmittelverein Zürich die erste Frauenkommission in einer schweizerischen Genossenschaft. 1914 trat sie der Sozialdemokratischen Partei (SP) bei; ab 1915 baute sie mit Clara Ragaz den schweizerischen Zweig der Internationalen Frauenliga für Frieden und Freiheit  auf. Sie hielt zahlreiche Vorträge zu Frauen- und Genossenschaftsfragen in der Deutschschweiz und bot in Zürich Einführungen ins Genossenschaftswesen an. Auf nationaler Ebene versuchte sie gemeinsam mit anderen, die religiösen Sozialistinnen und Sozialisten zu bündeln und verhalf Leonhard Ragaz um 1917 zu seiner Vormachtstellung innerhalb dieser Gruppierung. Als Vorstandsmitglied der Allgemeinen Baugenossenschaft Zürich (1919–1920) und Expertin für Wohnungsfürsorge in zwei städtischen Gremien zwischen 1919 und 1929 setzte sie sich unermüdlich dafür ein, dass die Bedürfnisse der im Haus arbeitenden Frauen berücksichtigt würden. 1925–1929 begleitete sie als erste Sekretärin des Vereins für Mütter- und Säuglingsschutz unverheiratete Mütter in Not. 1927 brach Leonhard Ragaz den Kontakt zu ihr ab.
1929–1934 lebte Staudinger – jetzt unter dem Namen Mohler, den sie bis 1937 führte – mit ihrem zweiten Mann in Hirzel, wo sie den Lebensunterhalt mit Kunsthandwerk und Selbstversorgung bestritt. Trotz ihrer Armut beherbergte sie nach 1933 Flüchtlinge und engagierte sich in kommunistischen Hilfsorganisationen. 1935 gründete sie den schweizerischen Zweig des Frauenkomitees gegen Krieg und Faschismus. Als dessen Sekretärin nahm sie an internationalen Friedenskonferenzen teil. 1936 trat sie der Kommunistischen Partei (KP) bei. 1939 war sie für die kommunistische Rundschau-Nachrichtenagentur (Runa, Nachrichtenagenturen) tätig. Während des Kriegs hielt sie sich mit Hilfsarbeiten und gelegentlichen Zeitungsartikeln über Wasser und führte ihre Arbeit im Untergrund weiter. Zwischen 1944 und 1955 war sie Mitglied der Partei der Arbeit (PdA) und arbeitete als Sekretärin für die Koordinationsstelle für Nachkriegshilfe und nach deren Liquidation für die Zeitschrift Vorwärts. 1956 wurde sie Quäkerin und näherte sich erneut dem religiösen Sozialismus an. Staudinger lebte lange mit ihrer jüngsten Tochter in Zürich zusammen; in den Sommermonaten hielt sie sich immer wieder in Feldis auf.
Dora Staudinger prägte als Genossenschaftstheoretikerin und Aktivistin politische Gemeinschaften und Freundeskreise. In der Fürsorge setzte sie Massstäbe, indem sie Kindeswegnahmen und Zwangssterilisationen anprangerte sowie erstmals Beratungen für Väter anbot. 2006 benannte die Stadt Zürich eine Strasse nach ihr.